# Дерево вільхи з дубом
Дерево вільхи з дубом — ботанічна пам'ятка природи місцевого значення, об'єкт природно-заповідного фонду в Черкаському районі Черкаської області.

## Опис

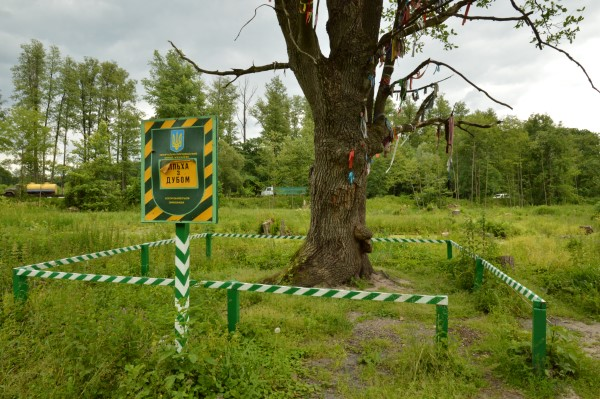
Гідрологічний режим ділянки порушено вирубкою оточуючого лісового масиву

Створено рішенням ОВК Черкаської обласної ради від 27.06.1972 р. № 367 з метою охорони та збереження у природному стані дерев вільхи і дуба, що зрослися і утворили один стовбур. Дерева віком понад 80 років, висота дуба 27 м, висота вільхи 25 м. Пам'ятка розміщена у Черкаському районі, кварталі 42 (виділ 7) Свидівського лісництва, біля автошляху Р10 на ділянці Черкаси — Канів біля річки Ірдинка.
На думку лісників, поєднання дерев відбулося таким чином — після проростання молодого дуба під його коріння потрапила насінина вільхи. Коли вона проросла, кора дерев поступово стерлася та згодом стовбури зрослися між собою.

## Цікаві факти
Зрослі дерева вважають символом кохання, тому до нього приїжджають весільні пари та вішають на нього різноманітні стрічки. 